# 沪海道署

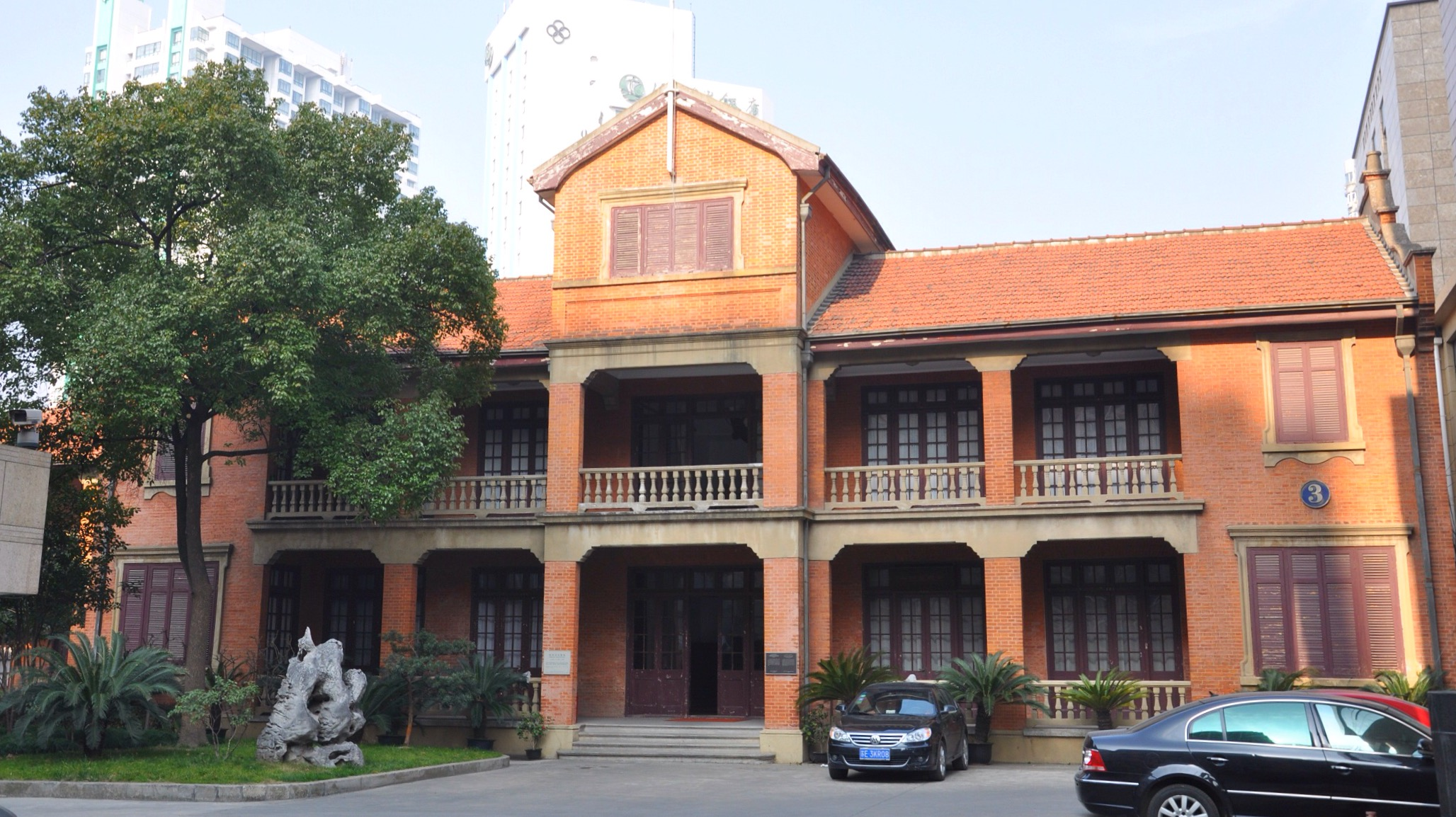
沪海道署旧址

沪海道署是中华民国前期沪海道（今上海市全境、江苏省太仓市、海门市、启东市等地）的最高行政机关，成立于民国3年（1914年），于民国16年（1927年）结束。1927年7月，上海特别市政府成立，以原沪海道道尹公署为政府办公楼。

## 沪海道尹
沪海道尹为沪海道的行政长官，从1914年（民国三年）至1922年（民国十一年）为止共有八任（括号内为任职时间）
：
- 杨晟（1914年2月）
- 周晋镳（1915年10月）
- 徐元浩（1916年9月）
- 王赓廷（1917年3月）
- 沈宝昌（1919年5月）
- 王赓廷（1919年7月）
- 沈宝昌（1922年2月）
- 王赓廷（1922年3月）